# Nordlig spets

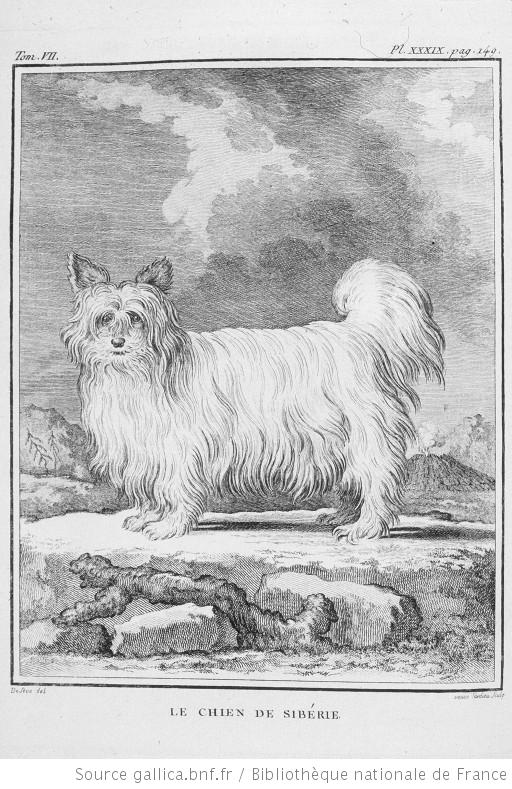

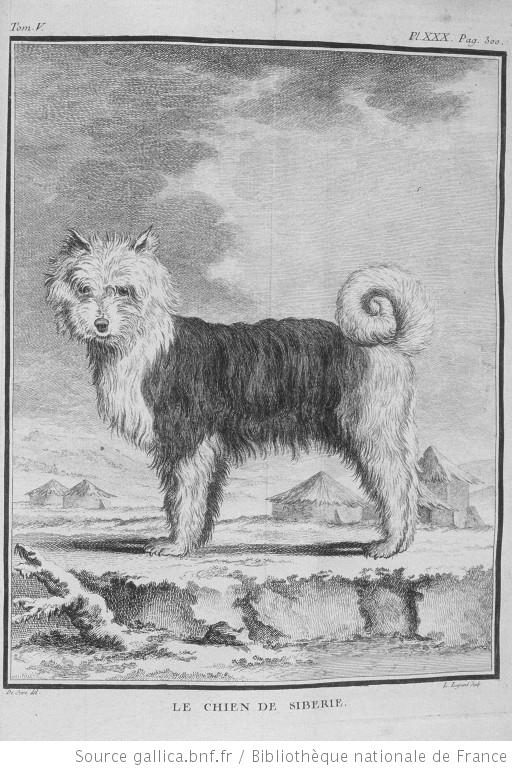
Två sibiriska hundar från Georges-Louis Leclerc de Buffons (1707-1788) stora naturalhistoria från mitten av 1700-talet.

Nordliga spetsar (eller nordiska spetsar) är en undergrupp av spetshundar. De kommer från Norden, Ryssland, Sibirien, Alaska och Grönland och skiljer sig från asiatiska spetsar och europeiska (kontinentala) spetsar.
Enligt den internationella kennelfederationen Fédération Cynologique Internationales (FCI) indelning ingår de i grupp 5, spetsar och raser av urhundstyp. De utgör tre sektioner: 1. Nordliga slädhundsspetsar (polarhundar); 2. Nordliga jaktspetsar och 3. Nordliga gårdsspetsar och vallande spetsar.
Nordliga spetsar är fysiskt mycket bra anpassade för nordliga förhållanden och hård klimat. Pälsen är dubbel, underullen är mjuk, tät och vattentät. Yttre pälsen är längre och styvare. Under vintertiden växer täthår under tassar och mellan tårna, så att tassen liknar en "toffel", som skyddar mot frost och slit av is och snö. 
Nordliga spetsar har en naturlig kroppsbyggnad som inte är överdriven och en smidig, stabil rörelseförmåga. Huvudet är kilformat, öronen uppsträckta och medelstora i proportion till huvudet, därför att större öron är utsatt för frost och förorsakar onödig förlust av kroppstemperatur. Svansen är i allmänhet lång och mycket hårig. 
När hunden ligger, vrider han sig ner som en boll, knyter ihop sina ben under sig och gömmer sin nos i svansens mjuka hår för att hålla sig varm. Under sommaren fäller nordiska spetshundar sin vinterpäls ofta ganska fort, ibland inom en vecka eller två och den ersättes med en kortare och tunnare sommarpäls. Sommarpälsen är ofta också litet mörkare än vinterpälsen. 
Under 17- och 1800-talet föddes gråa spetshundar upp för att ge pälsskinn. Hundarna avlivades genom strypning. Slakten och flådden överläts i Mellansverige i regel till sockenlapparna. Många bevarade "vargskinnspälsar" är i själva verket hundpäls

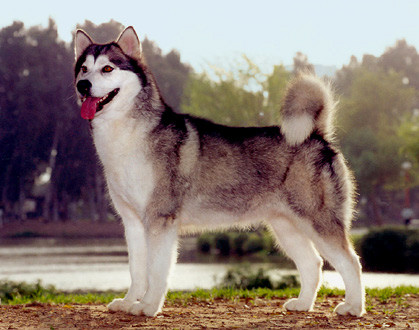
Alaskan malamute, en nordlig slädhundsspets eller polarhund.
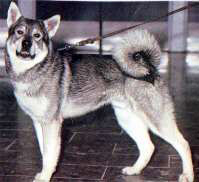
Jämthunden är en nordlig jaktspets.
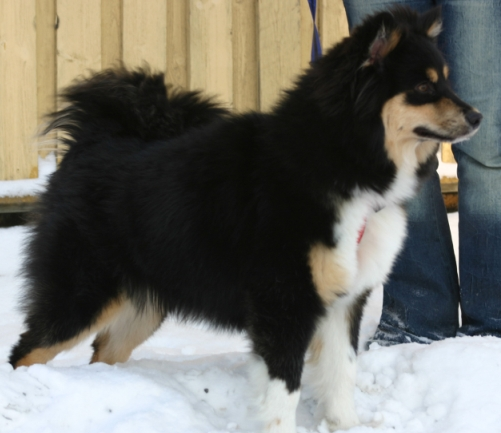
Finsk lapphund är en vallande spets.